# 斯蒂芬醛合成
斯蒂芬醛合成（Stephen aldehyde synthesis），由亨利·斯蒂芬发现并首先报道，指腈用氯化亚锡-盐酸处理，得相应的亚胺离子，然后再经水解，得醛。

## 松-米勒法
通过酰胺（PhCONHPh）与五氯化磷反应得到亚胺盐。